# Cầu thủ xuất sắc nhất năm 1998 của FIFA
Giải thưởng Cầu thủ xuất sắc nhất năm 1998 của FIFA được trao cho cầu thủ Zinedine Zidane, sau khi anh ghi 2 bàn góp phần làm nên chiến thắng lịch sử 3-0 trước đội Brazil trong trận chung kết World Cup 1998.

## Kết quả
| Xếp hạng | Cầu thủ           | Điểm |
| -------- | ----------------- | ---- |
| 1        | Zinedine Zidane   | 518  |
| 2.       | Ronaldo           | 164  |
| 3.       | Davor Šuker       | 108  |
| 4.       | Michael Owen      | 43   |
| 5.       | Gabriel Batistuta | 40   |
| 6.       | Rivaldo           | 38   |
| 7.       | Dennis Bergkamp   | 33   |
| 8.       | Edgar Davids      | 26   |
| 9.       | Marcel Desailly   | 23   |
| 10.      | Lilian Thuram     | 14   |